# Yuncheng (Heze)
Der Kreis Yuncheng (chinesisch 郓城县, Pinyin Yùnchéng Xiàn) ist ein Kreis, der zum Verwaltungsgebiet der bezirksfreien Stadt Heze im Südwesten der ostchinesischen Provinz Shandong gehört. Er hat eine Fläche von 1.642,74 Quadratkilometern und zählt 1.040.690 Einwohner (Stand: Zensus 2010). Sein Hauptort ist die Großgemeinde Yuncheng (郓城镇).

## Administrative Gliederung
Auf Gemeindeebene setzt sich der Kreis aus zwölf Großgemeinden und neun Gemeinden zusammen. 